# François de Baschi
François de Baschi, comte de Saint-Estève, né le 9 juillet 1701 à Thoard, aujourd'hui dans le département des Alpes-de-Haute-Provence, et mort le 19 décembre 1777 à Saint-Aunès, aujourd'hui dans le département de l'Hérault, est un diplomate français.

## Biographie
François de Baschi naît le 9 juillet 1701 à Thoard,. Il descend d'une grande famille italienne établie en France depuis 1412. Charles, mort le 24 juin 1628, est son bisaïeul.
Il épouse Charlotte-Victoire Le Normand le 6 février 1740, ou le 6 avril 1740. Son épouse, née le 5 novembre 1712, est la fille de Guillot le Normand et d'Elizabeth Francine. Elle est la sœur de Charles-Guillaume Le Normant d'Étiolles, époux de la marquise de Pompadour. Le couple a cinq enfants.
François de Baschi est ministre plénipotentiaire auprès de l'électeur de Bavière.
Du 1er janvier 1752 à septembre 1756, il est ambassadeur de France à Lisbonne. Il reçoit le « cordon bleu » de l'ordre du Saint-Esprit en janvier 1756 en récompense de sa conduite lors du tremblement de terre. Il quitte Lisbonne en novembre de la même année.
En 1760, il devient ambassadeur de la république de Venise.
François de Baschi meurt le 19 décembre 1777 au château de Doscares à Saint-Aunès,,.